# Mala persona
Mala persona es una película hispano-portuguesa de comedia de 2024, dirigida por Fer García-Ruiz y escrita por Antonio Mercero Santos y Daniel Padró, basada en una idea original de Diego San José. Está protagonizada por Arturo Valls. Tuvo su estreno mundial el 22 de abril de 2024 en el BCN Film Fest, y luego se estrenó en cines españoles el 3 de julio de 2024, con distribución de Filmax.

## Trama
Pepe (Arturo Valls) es la mejor persona del mundo, hasta que descubre que tiene una enfermedad terminal y que le quedan meses de vida. Para evitarle el sufrimiento a sus seres queridos, Pepe decide convertirse en la peor persona del mundo y así alejarlos de él para que no le echen de menos cuando muera.

## Reparto
- Arturo Valls como Pepe
- Malena Alterio como Sagrario
- Julián Villagrán como Juanjo
- José Corbacho como el Padre Héctor
- Teresa Lozano como la Suegra
- Sara Jiménez como Candela
- Diva O'Branco como Ramona
- Víctor Benjumea como Tomás
- Daniel Arias como Mario
- Dafnis Balduz como el Conductor/Banquero
- Betsy Túrnez como la Doctora

## Producción
La idea original de Mala persona fue concebida por Diego San José, aunque el guion final de la cinta fue escrito por Antonio Mercero Santos y Daniel Padró. En octubre de 2022, se anunció que la película había comenzado su rodaje en Hospitalet de Llobregat, bajo la dirección de Fer García-Ruiz y con Arturo Valls, Malena Alterio, Julián Villagrán y José Corbacho como protagonistas. Entre los barrios del municipio donde se rodó la película se incluyen Bellvitge. El rodaje de la película concluyó a finales de noviembre de 2024.
El presupuesto total de Mala persona es de 2.4 millones de euros, incluyendo 967.412 euros procedentes de las ayudas generales del ICAA.

## Lanzamiento y marketing
Mala persona tuvo su estreno mundial en el BCN Film Fest el 22 de abril de 2024. En mayo de 2024, Filmax lanzó el tráiler de la película y anunció que se estrenaría en cines españoles el 5 de julio de 2024. El 19 de junio de 2024, Filmax anunció que el estreno de la película se había adelantado del 5 al 3 de julio de 2024.